# Francisco de Paula del Villar y Lozano
Francisco de Paula del Villar y Lozano (Murcia, 1828 – Barcelona, 1901), ook wel Francesc de Paula Villar i Lozano of Francesc del Villar, was een Spaanse architect die vooral bekendheid geniet als zijnde de eerste architect van de Sagrada Família in Barcelona.
Hij studeerde architectuur in Madrid en verhuisde later naar Barcelona waar hij hoogleraar en directeur werd van de Escola Tècnica Superior d'Arquitectura de Barcelona, de plaatselijke hogechool voor architectuur. Tussen 1874 en 1892 was hij architect van het plaatselijke bisdom, een functie waarin hij werd opgevolgd door zijn zoon Francisco de Paula del Villar y Carmona. Hij was tevens architect voor de provinciale overheid.
Hij kreeg onder andere opdracht voor de restauratie van het Palau de la Generalitat en de  kerk van Santa Maria del Pi. Bij de restauratie van het klooster van Montserrat, in 1876, werkte Antoni Gaudí voor hem als assistent-tekenaar.

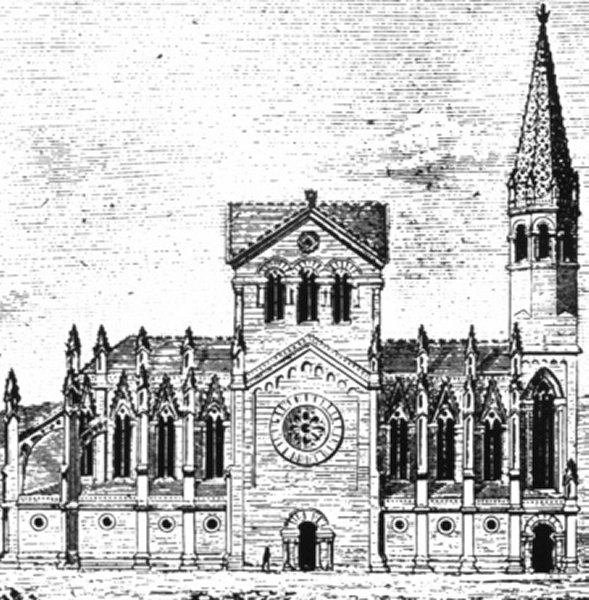
Ontwerp van Francisco de Paula del Villar voor de Sagrada Familia

In 1877 kreeg hij van de Associación Espiritual de Devotos de San José de opdracht voor het ontwerp voor de kerk van de Sagrada Família. Hij ontwierp een neogotisch gebouw waarvan slechts de crypte werd uitgevoerd. In 1883 verliet hij wegens meningsverschillen met zijn opdrachtgever voortijdig het project, waarna vervolgens de toen onervaren Antoni Gaudí de opdracht toebedeeld kreeg en er zijn meesterwerk van maakte.
- Catàleg d'autoritats de noms i títols de Catalunya: 981058523016506706
- Virtual International Authority File: 316874563